# Amour (république de l'Altaï)
Pour les articles homonymes, voir Amour (homonymie).
Amour (en russe : Аму́р, en altaï méridional : Амыр, Amır) est un village du raïon d'Oust-Koksa dans la république de l'Altaï, en Russie. Il fait partie de l'établissement rural d'Amour. Sa population s'élevait à 779 habitants au recensement de 2021.

## Géographie
Le village de Amour se situe dans la république de l'Altaï, une république de Sibérie méridionale, en Russie. Il fait partie du district fédéral sibérien. Le village fait partie du raïon d'Oust-Koksa, le raïon de la république le plus au sud-ouest, qui compte 42 localités, avec Oust-Koksa comme centre administratif. Il fait partie de l'établissement rural d'Amour, une municipalité, dont il est le chef-lieu.
Amour, comme toute la république de l'Altaï, est située dans le fuseau horaire MSK+4 (heure de Krasnoïarsk). Le décalage horaire appliqué par rapport au temps universel coordonné est +07:00.

## Démographie
Recensements (*) et estimations de la population,,:
| 2002* | 2010* | 2012 | 2013 |
| ----- | ----- | ---- | ---- |
| 942   | 830   | 809  | 798  |

| 2014 | 2015 | 2016 | 2021* |
| ---- | ---- | ---- | ----- |
| 778  | 765  | 763  | 779   |

En 2002, sur les 942 habitants, il y avait 60 % de Russes et 39 % d'Altaïens.

## Transports
La route d'Ouïmon, route reliant Tioungour, via Oust-Koksa et Oust-Kan, à la route fédérale R256, et principal axe régional, traverse le village.